# Kapelle St. Josef (Wurmansau)

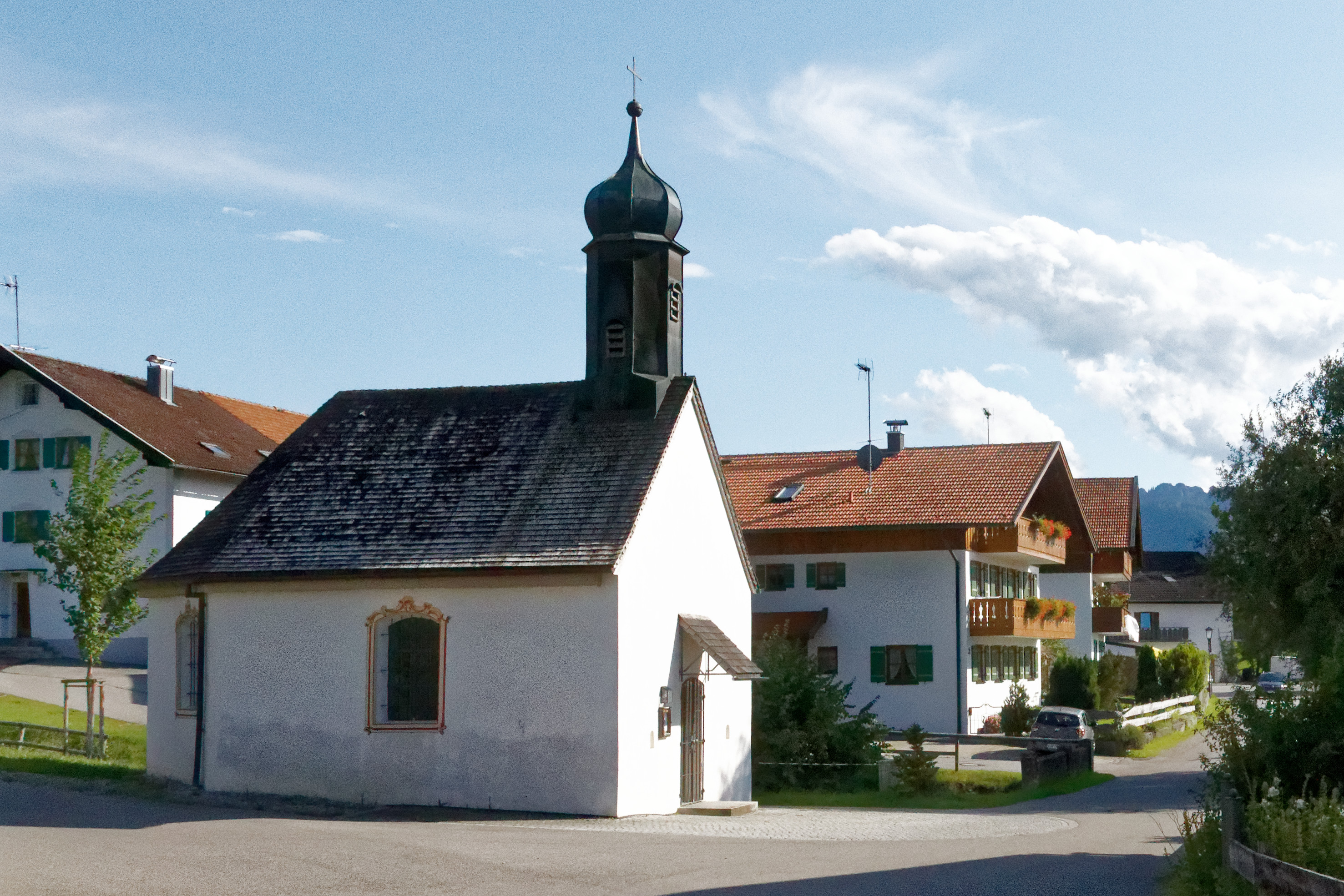
Kapelle St. Josef, Ansicht von Nordwest

Die Kapelle St. Josef ist ein Kirchengebäude der römisch-katholischen Kirche in Wurmansau, einem Ortsteil der oberbayerischen Gemeinde Saulgrub. Die Kapelle ist dem heiligen Josef und dem heiligen Bischof Konrad von Konstanz geweiht.

## Lage

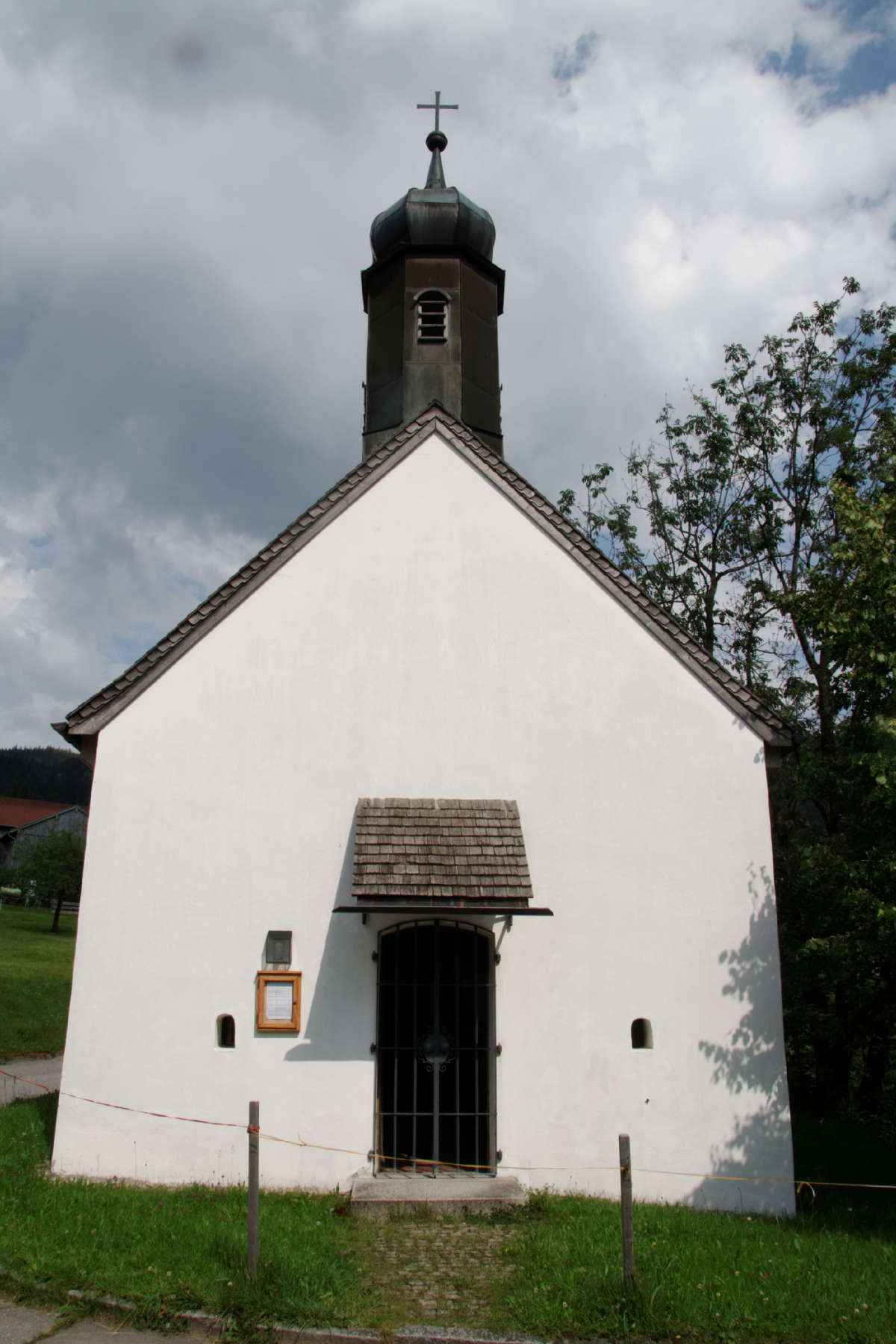
Kapelle St. Josef, Westfassade

Die Kapelle liegt im historischen Ortskern von Wurmansau in einer kleinen Grünanlage an der Alten Römerstraße etwa 75 Meter nördlich des Ammertalerhofs. Ihre Orientierung weicht von der idealen Ostung um etwa 5 Grad nach Süden ab. Südlich der Kapelle fließt ein Bach vorbei.

## Geschichte
Der Weiler Wurmansau hatte bereits früh eine eigene Betkapelle, weil der Weg nach Unterammergau, dem Wurmansau damals kirchlich unterstellt war, sehr weit war. Bei der im Jahre 1778 an dieser Stelle erbauten Kapelle handelt es sich nach historischen Überlieferungen um die 3. Kapelle in Wurmansau. Die erste Kapelle stand bei der Konradsklause, die 2. kleine Holzkapelle etwas oberhalb des jetzigen Standorts.

## Äußeres
Die Kapelle ist ein barocker Satteldachbau mit Zwiebel-Dachreiter. Die Kapelle wurde dem Hl. Josef als Kirchenpatron geweiht. Das Gotteshaus ist, wie die meisten, in Ost-West-Richtung erbaut. Sie hat an ihrer Ostseite eine runde Apsis und trägt ein Satteldach. An der Westseite des Dachs sitzt ein Dachreiter mit Zwiebelhelm. Die Grundmauern der Kapelle wurden aus Bachsteinen, der Turm aus Holz und das Gewölbe aus einer verputzten Holzkonstruktion errichtet. Die Kapelle ist etwa 9 Meter lang und etwa 6 Meter breit.

## Inneres

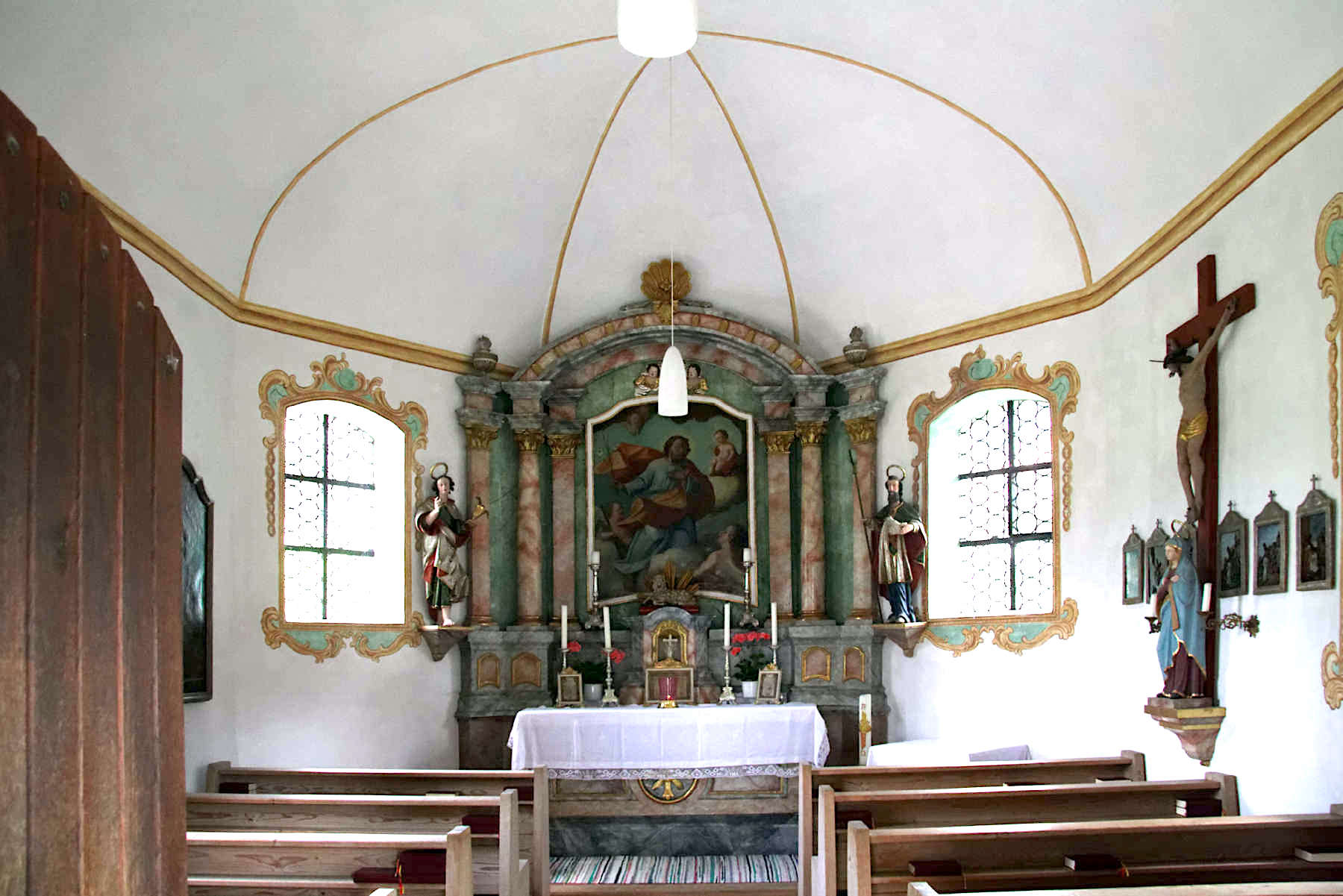
Kapelle St. Josef, Innenansicht

Im Inneren ist die Kapelle ein einschiffiger Saalbau.
Das Retabel des Hochaltars in der Apsis ist seitlich von Säulen und Pilastern gerahmt. Das Altarbild zeigt den heiligen Josef. Die Kapitelle der beiden äußeren Pilaster tragen Vasen. Die beiden Engel und der Tabernakel sind aus Holz, ebenso die Leuchter.
Die geschnitzten Statuen am Altar stellen links Johannes den Täufer mit dem Kelch und der Schlange sowie rechts den Hl. Jakobus mit dem Stab und einem Korb mit zwei Tauben dar.
An der Südwand befindet sich eine Holzfigur des Hl. Leonhard, dem Patron der Tiere. In der Mitte der Südwand hängt ein großes Passionskreuz mit der schmerzhaften Muttergottes davor.
An der Nordwand ist eine Holzfigur des Pestheiligen Rochus mit dem Pestgeschwür auf dem Knie und seinem Hund befestigt. Ebenso an der Nordwand erblickt der Besucher ein um ca. 1700 entstandenes Ölgemälde des Hl. Konrad, Bischof von Konstanz. Zu Füßen des Bischofs wurde es um zwei kleine Bilder ergänzt. Eines zeigt die Ermordung des Eremiten Konrad, der in Wurmansau wirkte, das zweite, wie sein Leichnam auf dem Ochsenkarren weggefahren wird. Es wurde von einem unbekannten Maler geschaffen und soll das Altarbild der 2. Kapelle gewesen sein, 1902 wurde es von M. Wagner renoviert.

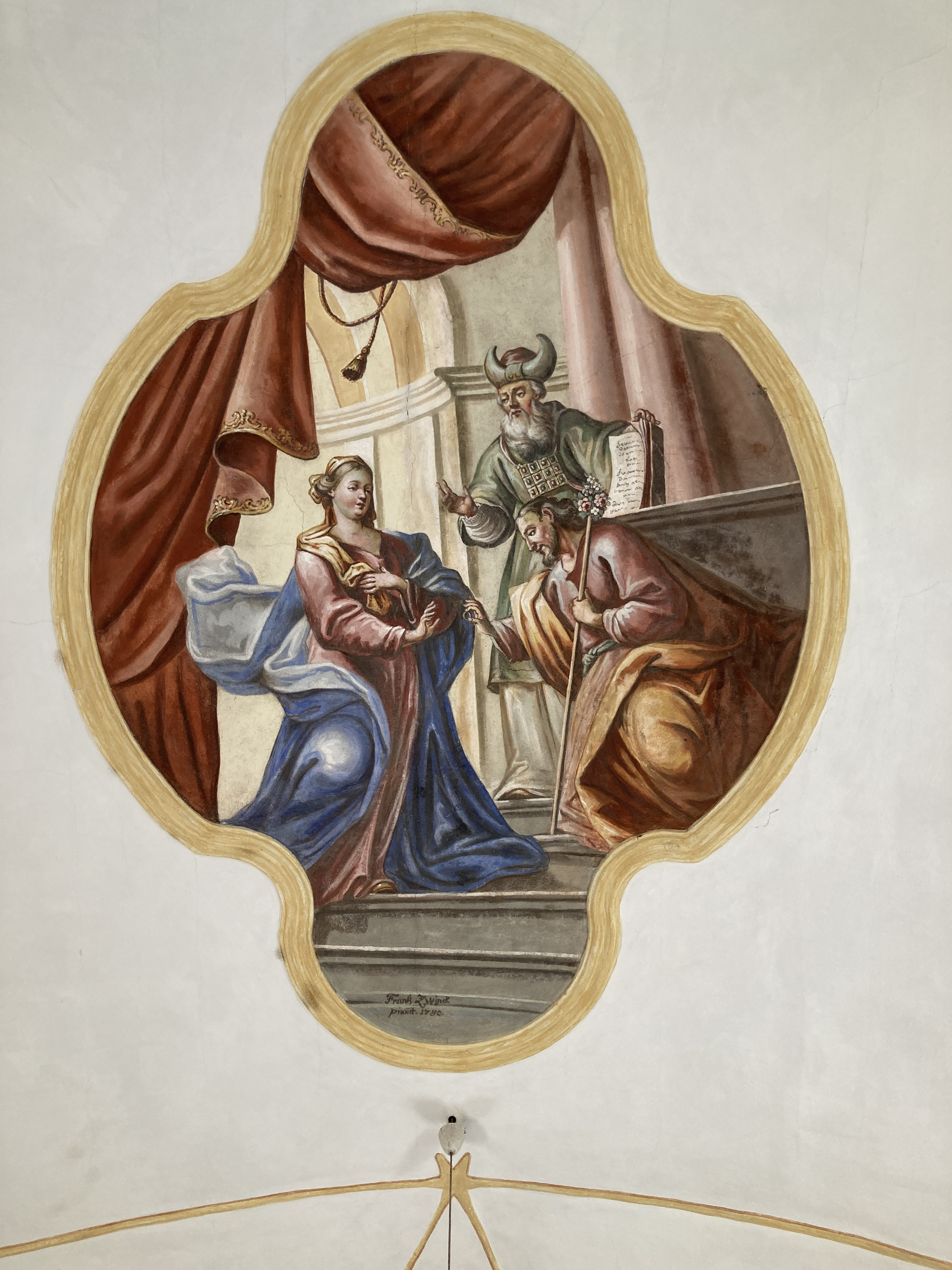
Kapelle St. Josef in Wurmansau – Deckenfresko von Franz Seraph Zwink aus Oberammergau, das den Hl. Josef und die Vermählung Mariens darstellt- erstellt 1780.

Das Deckenfresko des Oberammergauer Malers Franz Seraph Zwinck von 1780 stellt die Vermählung von Maria und Josef dar.
Neben dem Eingang befindet sich eine geschnitzte Gedenktafel für die Gefallenen Wurmansauer der beiden Weltkriege.
Ein Kreuzweg aus Hinterglasmalerei befindet sich links und rechts neben der Eingangstür und ein Hinterglasbild der Hl. Maria ziert die Wand.
Die kleine Kapelle wurde zwischenzeitlich mehrmals renoviert und mit Heizung und einem elektrischen Geläut ausgestattet.

## Denkmalschutz
Die Kapelle St. Joseph steht unter Denkmalschutz und ist unter dem Aktenzeichen D-1-80-129-18 in der Denkmalliste des Bayerischen Landesamtes für Denkmalpflege erfasst.

## Galerie

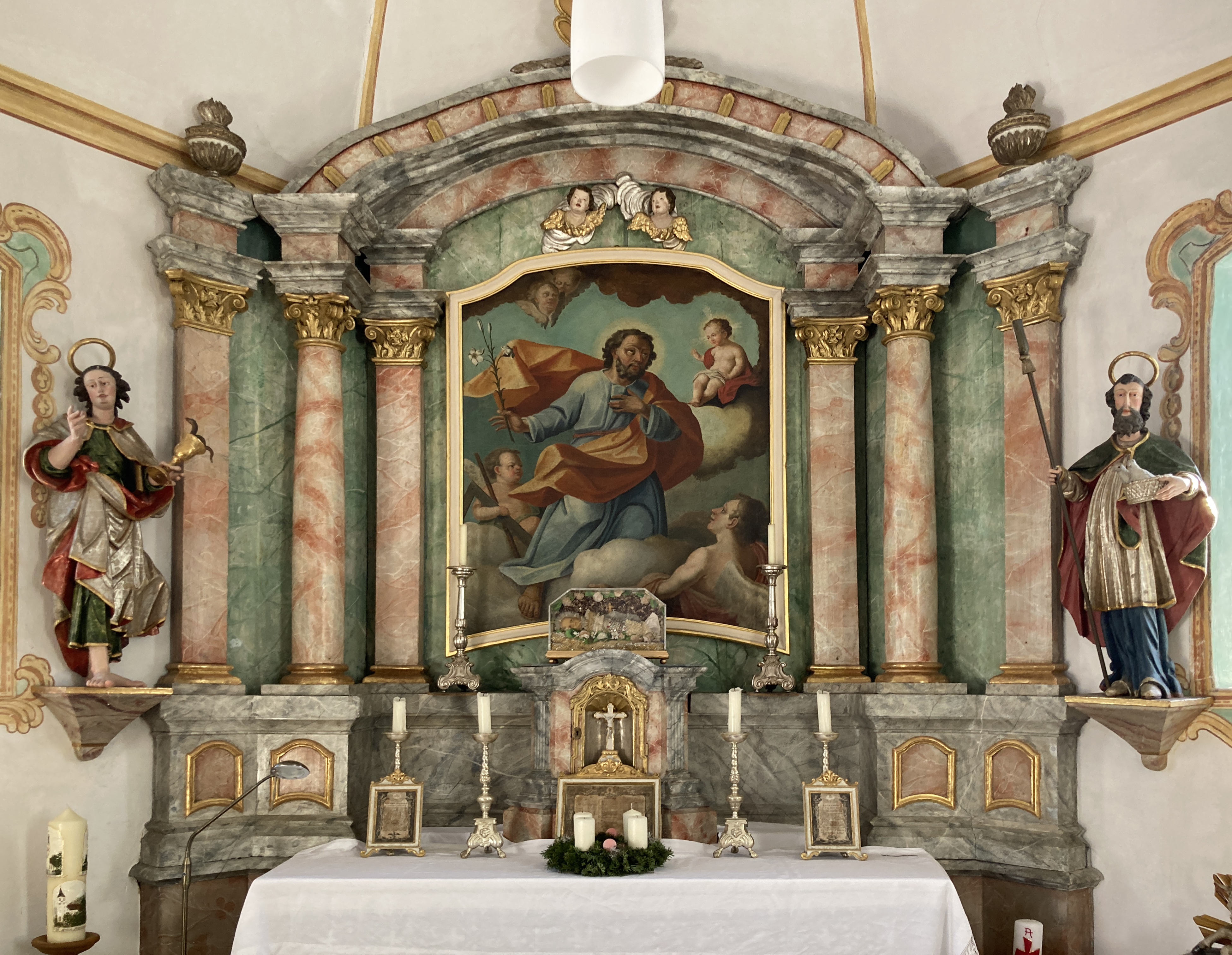
Altar mit Bild des Hl. Josefs und Figuren des Johannes des Täufers (links) und des St. Jakobus (rechts)
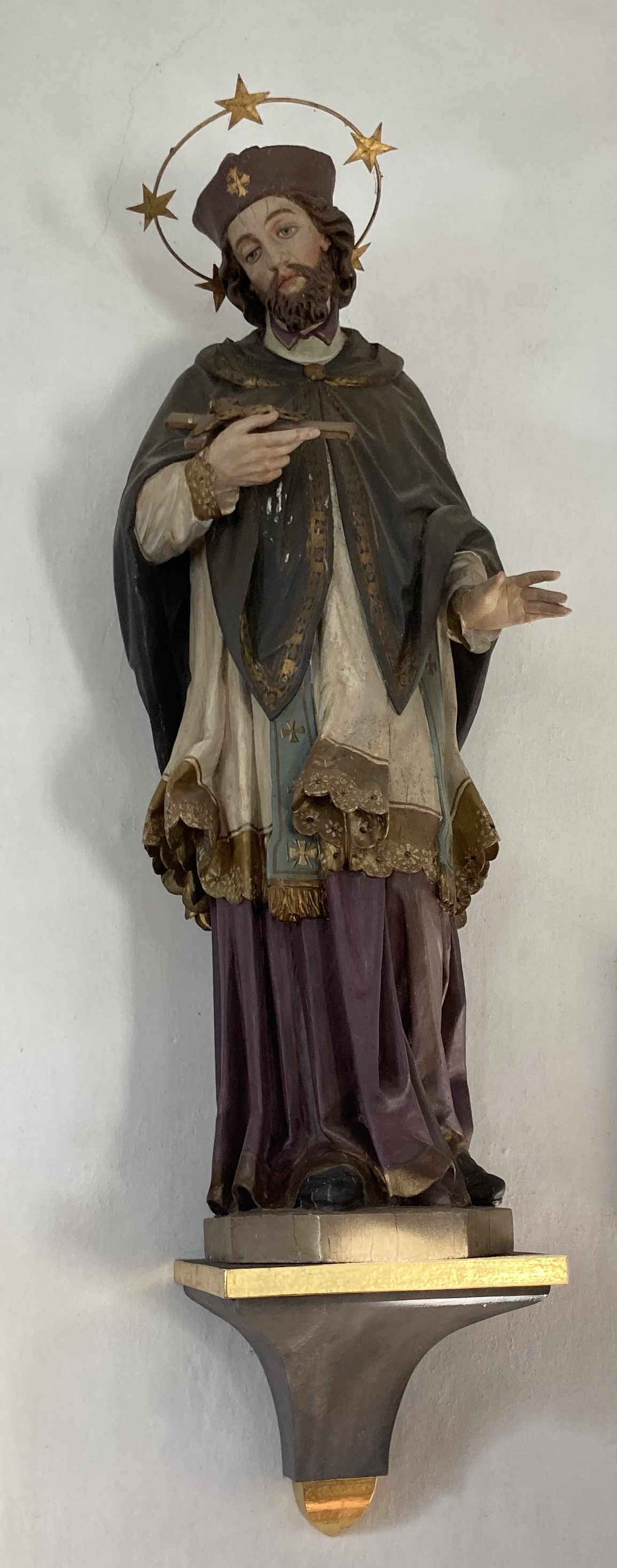
Holzfigur St. Leornhard an der Nordwand
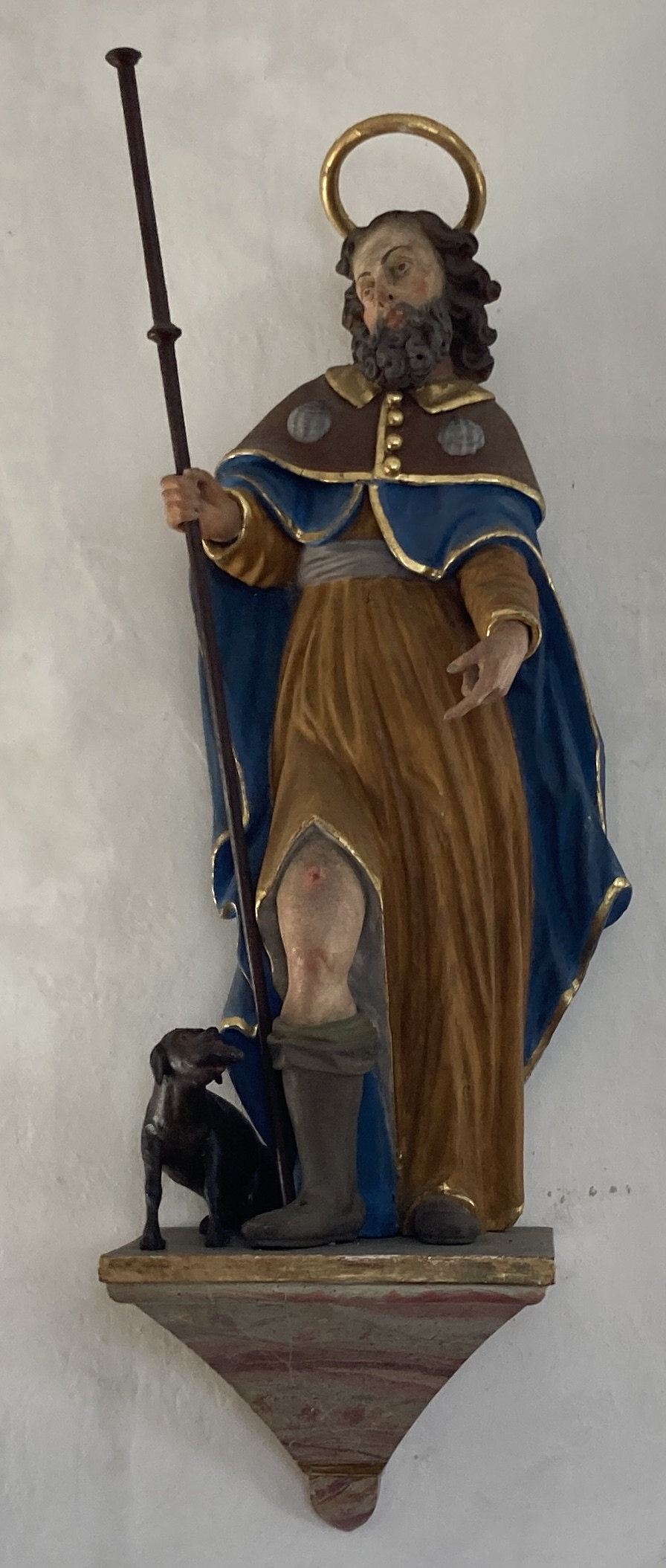
Holzfigur St. Rochus an der Südwand
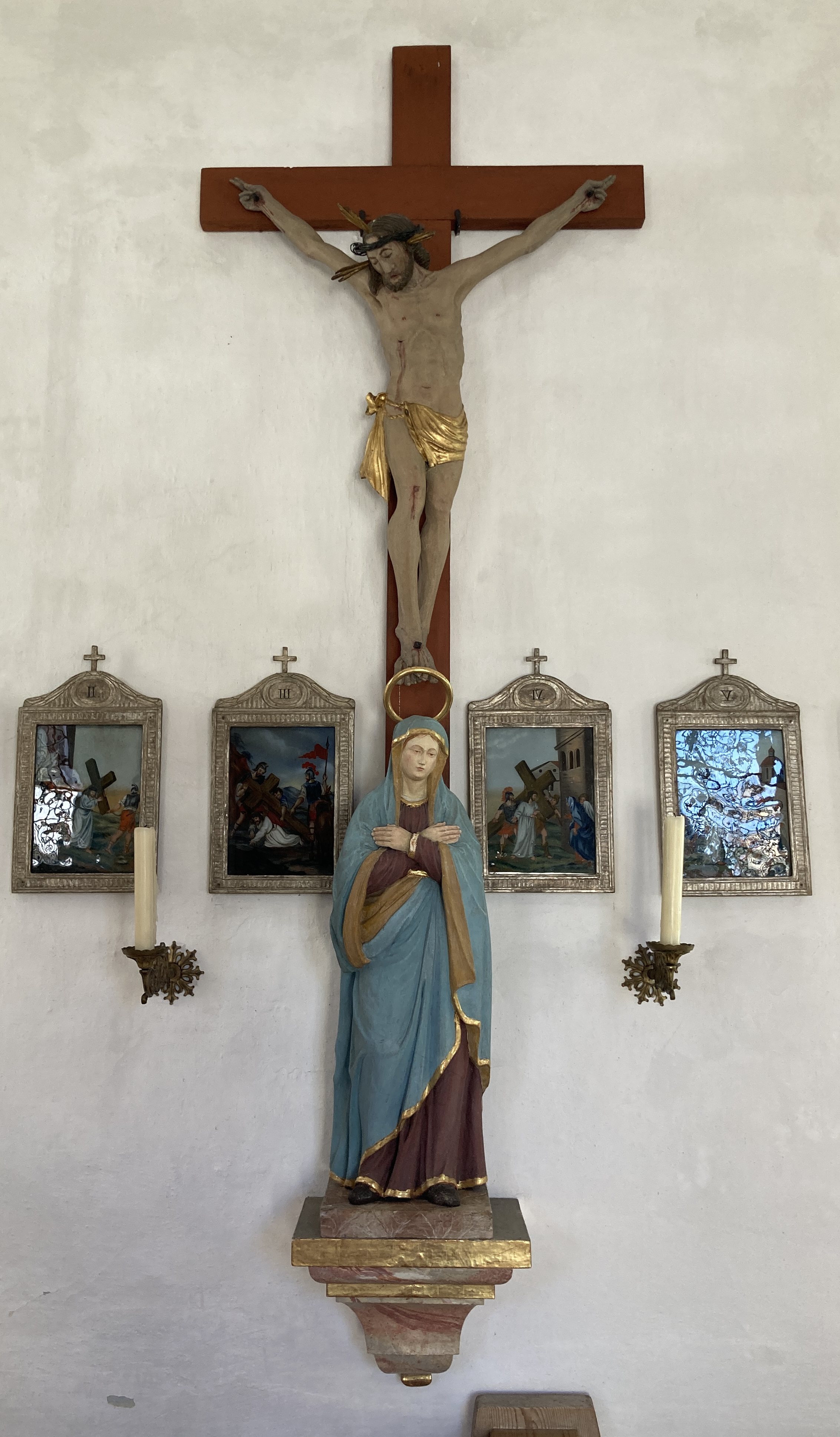
Kreuz und Mutter Gottes an der Südwand